# Ridderbjelke
Ridderbjelke är en svensk adelsätt. 
Johan Brun (1638–1699) adlades Ridderbjelke den 19 augusti 1695. Ätten introducerades på Riddarhuset med nummer 1337 år 1697.
Ätten har gemensamt ursprung med den adliga ätten Bruncrona genom Abraham Larsson.
Ätten fortlever. I januari 2023 var 24 personer med efternamnet Ridderjelke folkbokförda i Sverige.

## Kända medlemmar
- Fredrik Ridderbjelke (1848–1913), militär, godsägare och riksdagsman
- Metta Fock, född Ridderbjelke (1765–1810), avrättad för mord
- Sofia Tullberg, född Ridderbjelke  (1815 1885), tecknare och målare